# Хара, Леонардо
Леона́рдо Ха́ра (исп. Leonardo Rafael Jara; родился 20 мая 1991, Корриентес) — аргентинский футболист, фланговый защитник и полузащитник клуба «Велес Сарсфилд».

## Биография
Леонардо Хара — воспитанник академии «Эстудиантеса», в основном составе которого он дебютировал 21 июня 2009 года в игре против «Колона» (1:3).
Хара может играть как на позиции центрального защитника, так и флангового правого защитника и полузащитника. Именно на этой позиции он провёл последние два сезона в «Эстудиантесе». В декабре 2015 года интерес к игроку проявляли европейские клубы, в частности, португальская «Бенфика», однако цена, которую запросил «Эстудиантес» за игрока (2,6 млн евро), оказалась слишком большой для «орлов» и переговоры зашли в тупик.
31 декабря 2015 года было объявлено, что «Бока Хуниорс» выкупила 50 % прав на футболиста за 1,2 млн долларов.
В розыгрыше Кубка Либертадорес Хара провёл шесть матчей и забил гол в ворота «Депортиво Кали» на групповом этапе турнира. Встреча завершилась со счётом 6:2 в пользу «генуэзцев», Хара забил пятый гол своей команды. Хара помог своей команде дойти до полуфинала Кубка Либертадорес 2016.
30 января 2019 года Хара был взят в аренду клубом MLS «Ди Си Юнайтед» на один год. За вашингтонский клуб дебютировал 3 марта в матче первого тура сезона против «Атланты Юнайтед», выйдя в стартовом составе. 12 июля в матче против «Нью-Инглэнд Революшн» забил свой первый гол за «чёрно-красных».

## Достижения
- Чемпион Аргентины (4): Апертура 2010, 2016/17, 2017/18, 2019/20
- Финалист Кубка Либертадорес (1): 2018